# 16104 Stesullivan
16104 Stesullivan (1999 VT177) là một tiểu hành tinh vành đai chính được phát hiện ngày 6 tháng 11 năm 1999 bởi nhóm nghiên cứu tiểu hành tinh gần Trái Đất phòng thí nghiệm Lincoln ở Socorro.